# Ешлин Харис
Ешлин Мишел Харис (енгл. Ashlyn Michelle Harris; Сателајт Бич, 19. октобар 1985) је америчка фудбалерка која наступа за клуб Орландо Прајд и за репрезентацију САД. Игра на позицији голмана.

## Каријера
Почела је да игра професионално фудбал после студирања, тачније у клубу Пали Блуз. Прешла је у клуб 2009. године. Ту сезону је завршила са укупно 5 наступа.
Јануара 2010. године је прешла у клуб Сент Луис Атлетика међутим како је клуб имао финансијских потешкоћа, она није одиграла ниједну утакмицу и већ 1. јуна је била без уговора.
Исте године је потписала за клуб Вашингтон Фридом за који је одиграла 7 регуларних утакмица у лиги и 2 ван ње.
Крајем 2010. године је прешла у клуб Вестерн Њујорк Флеш. Прву утакмицу за овај клуб је одиграла априла 2011. године против Бостон Брејкерса. Имала је укупно 18 наступа за клуб и вадила је исто толико пута лопту из своје мреже.
У јуну 2012. године је потписала уговор са немачким клубом Дуизбург где је имала укупно 8 наступа.
Дана 11. јануара 2013. је прешла у Вашингтон Спирит. Играла је у 18 мечева те сезоне и имала укупно 84 одбрана.
Исте године је заједно са још две саиграчице прешла на позајмицу у шведски клуб Тјуресо. Први наступ за Тјуресо је имала у августу те године. Забележила је 7 наступа у шведској лиги а 4 у Лиги шампиона. Већ јануара се вратила назад У Вашингтон Спирит за почетак сезоне. Одиграла је укупно 14 мечева у тој сезони, дозвољавајући противницама да дају 31 гол.
Прву утакмицу за клуб Орландо Прајд је одиграла априла 2016. године.
Следеће сезоне је одиграла у 14 утакмица. Већину мечева је пропустила због повреде.
Године 2018. је имала 21 наступ за клуб.

## Репрезентација
Први наступ за репрезентацију је имала 2013. године у мечу против Шведске.
Играла је на Светском првенству 2015. године где су освојиле златну медаљу.
Године 2016. је заједно са Алисом Нејхер била именована као замена на Хоуп Соло на Олимпијским играма.
Две године касније је званично ушла у састав репрезентације као резервни голман пред КОНКАКАФ првенство.
Била је 23. на списку играчица за Светско првентво 2019. године када је САД и освојила златну медаљу.

## Приватни живот
Ешлин Харис се изјаснила као лезбијка. Марта 2019. године је објавила веридбу са својом саиграчицом Али Кригер која такође наступа за репрезентацију САД и за клуб Орландо Прајд.